# O Som ao Redor
O Som ao Redor és una pel·lícula dramàtica brasilera del 2012 dirigida i escrita per Kleber Mendonça Filho, produïda per Emilie Lesclaux i protagonitzada per Irandhir Santos, Gustavo Jahn i Maeve Jinkings.
La pel·lícula es va projectar al Festival Internacional de Cinema de Rotterdam i es va estrenar a nivell nacional el 4 de gener de 2013. Va ser seleccionada com a presentació brasilera a la millor pel·lícula en llengua estrangera als 86è Premis de l'Acadèmia, però no va ser nominada. El crític de cinema de New York Times Anthony Oliver Scott la va considerar una de les millors pel·lícules del 2012.

## Argument
La vida en un barri de classe mitjana de l'actual Recife pren un gir inesperat després de l'arribada d'una empresa de seguretat privada independent. La presència d'aquests homes aporta una sensació de seguretat, però també molta ansietat, a una cultura que té por. Mentrestant, Bia (Maeve Jinkings), casada i mare de dos fills, ha de trobar la manera de fer front als lladrucs i udols constants del gos dels seus veïns.

## Repartiment
- Irandhir Santos - Clodoaldo
- Gustavo Jahn - João
- Maeve Jinkings - Bia
- W.J. Solha - Francisco
- Irma Brown - Sofia
- Lula Terra - Anco
- Yuri Holanda - Dinho
- Clébia Souza - Luciene
- Albert Tenório - Ronaldo
- Nivaldo Nascimento - Fernando
- Felipe Bandeira - Nelson
- Clara Pinheiro de Oliveira - Fernanda
- Sebastião Formiga - Claudio
- Mauricéia Conceição - Mariá

## Producció
O Som ao Redor és el primer llargmetratge de ficció del director Kleber Mendonça Filho, qui anteriorment havia dirigit el documental Critical. Recife i Zona da Mata a Pernambuco serveixen de teló de fons per al diàleg dels actors, que foren gravats al juliol i agost de 2010 durant 6 setmanes i 3 dies. El període d'edició de la pel·lícula va trigar dos anys a completar-se, i també va trigar molt de temps en arribar als cinemes brasilers, acabada d'estrenar-se a nivell nacional el 4 de gener de 2013, amb distribució de Vitrine Filmes. Escrit el 2008, el guió va ser guardonat pel Hubert Bals Fund, del Festival de Rotterdam, on la pel·lícula va fer la seva estrena mundial. El guió també va ser premiat per Petrobras i el Govern de Pernambuco.

## Recepció crítica
Una de les pel·lícules brasileres més aclamades el 2012, O Som ao Redor va rebre crítiques molt positives; l'agregador de ressenyes de pel·lícules Rotten Tomatoes informa que el 92% de les crítiques van donar a la pel·lícula una crítica positiva basada en 36 ressenyes, amb una puntuació mitjana de 7,8/10. A Metacritic, que assigna una valoració normalitzada de 100 basada en les ressenyes de la crítica, la pel·lícula té una puntuació de 77 (citant "ressenyes generalment favorables") basada en 9 ressenyes.
El crític A. O. Scott de The New York Times la considera una de les deu millors pel·lícules del món realitzades el 2012. Caetano Veloso, a la seva columna del diari O Globo, la va anomenar "una de les millors pel·lícules realitzades recentment al món." Robert Abele de Los Angeles Times la destaca com a "notable" i "impressionant". Tom Dawson de Total Film li va donar quatre de cinc estrelles, dient que Filho "revela una societat assetjada tant pel seu passat com per l'amenaça de violència futura", mentre que David Parkinson d' Empire també lloa el director, anomenant la seva pel·lícula " un debut molt impressionant".
La President del Brasil Dilma Rousseff, al seu compte de twitter, es va mostrar feliç amb la presentació de la pel·lícula als 86è premis de l'Acadèmia, afirmant que es tracta d'una "bella pel·lícula". La presidenta també va recomanar O Som ao Redor als seus seguidors, considerant la pel·lícula "una crònica del Recife d'avui".

## Premis i nominacions
| Premis                                                    | Categoria                   | Receptor                            | Resultat  |
| --------------------------------------------------------- | --------------------------- | ----------------------------------- | --------- |
| Festival de Cinema de Londres de 2012                     | Premi Sutherland            |                                     | Nominat   |
| 2012 CPH:PIX                                              | New Talent Grand Pix        | Kleber Mendonça Filho               | Guanyador |
| Festival de Cinema de Gramado de 2012                     | Competició brasilera        |                                     | Guanyador |
| Festival de Cinema de Gramado de 2012                     | Millor Director             | Kleber Mendonça Filho               | Guanyador |
| Festival de Cinema de Gramado de 2012                     | Millor So                   | Kleber Mendonça Filho & Pablo Lamar | Guanyador |
| Festival Internacional de Cinema de Mar del Plata de 2012 | Millor pel·lícula           |                                     | Nominat   |
| Pel·lícules del Sud                                       | Premi FIPRESCI              |                                     | Guanyador |
| Festival do Rio 2012                                      | Millor pel·lícula           |                                     | Guanyador |
| Festival do Rio 2012                                      | Millor guió                 | Kleber Mendonça Filho               | Guanyador |
| Festival Internacional de cinema de Rotterdam de 2012     | Tiger Competition           |                                     | Guanyador |
| Festival Internacional de cinema de Rotterdam de 2012     | Premi Tiger                 |                                     | Nominat   |
| Festival de Cinema de Sydney de 2012                      | Premi Competició oficial    |                                     | Nominat   |
| Festival Internacional de Cinema de São Paulo de 2012     | Millor pel·lícula brasilera |                                     | Guanyador |
| Mostra de Cinema Llatinoamericà de Catalunya de 2013      | Premi especial del jurat    |                                     | Guanyador |
| Mostra de Cinema Llatinoamericà de Catalunya de 2013      | Millor guió                 | Kleber Mendonça Filho               | Guanyador |
| Festival Internacional de Cinema Independent AFM          | !f Inspired Award           |                                     | Guanyador |